# Liste von Native Americans in der US-Politik

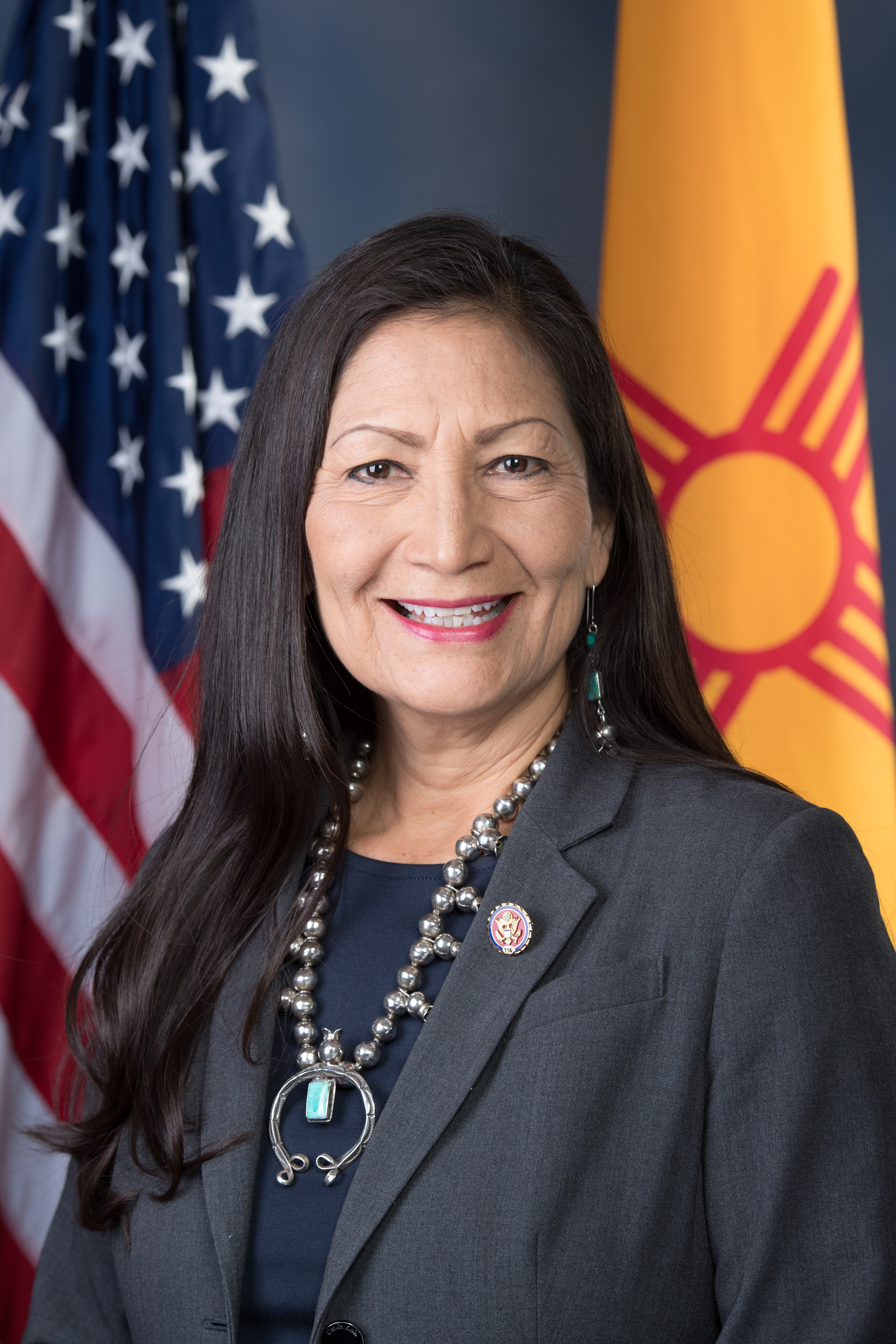
Deb Haaland (2019)

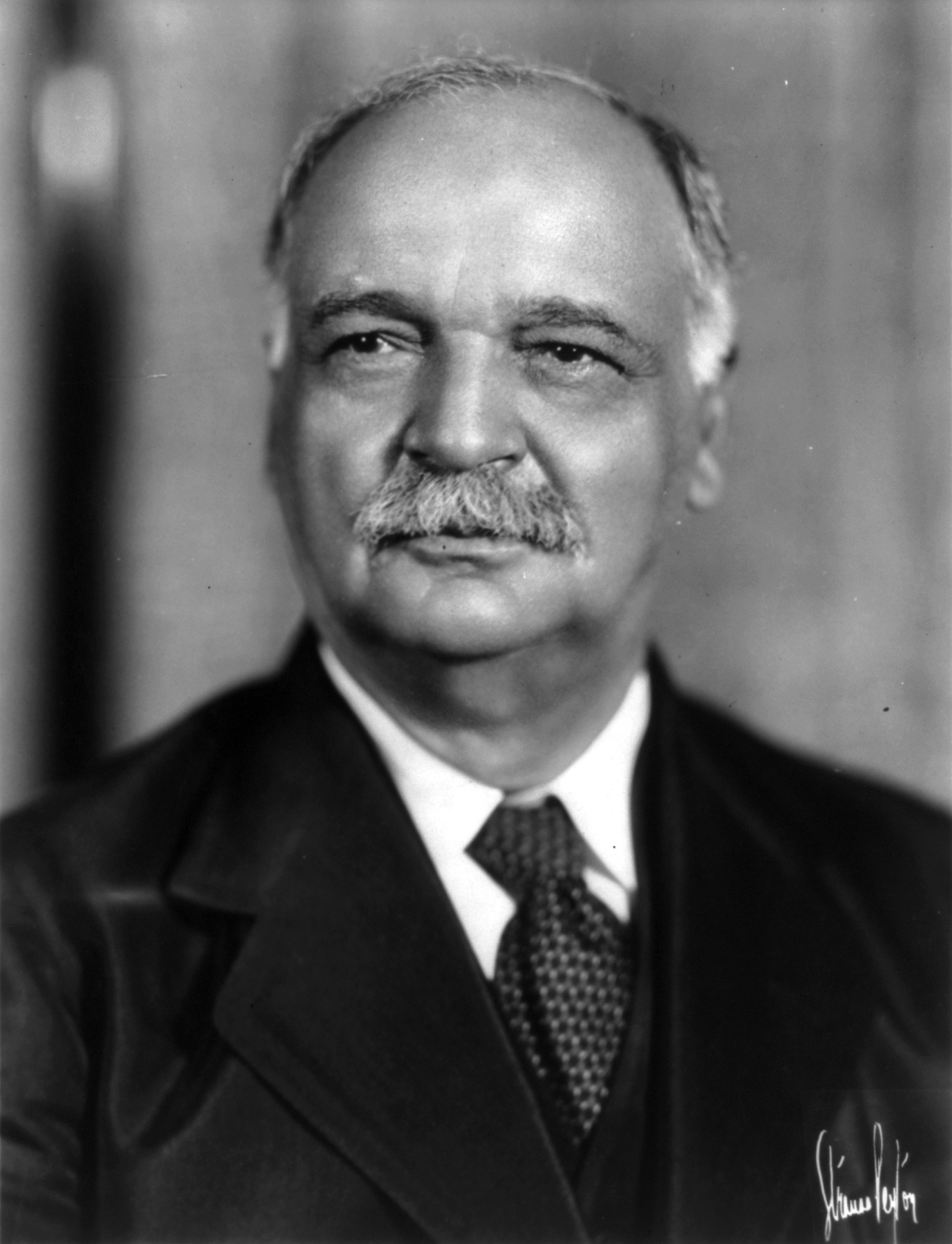
Charles Curtis

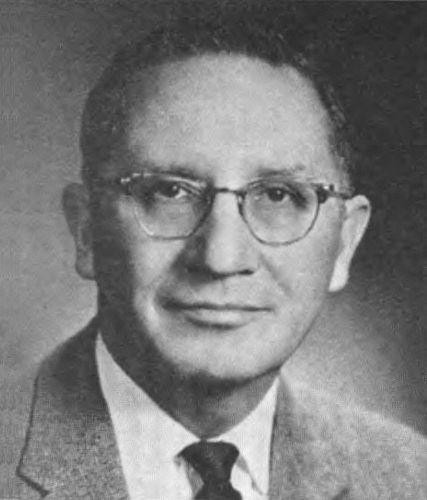
Ben Reifel (1965)

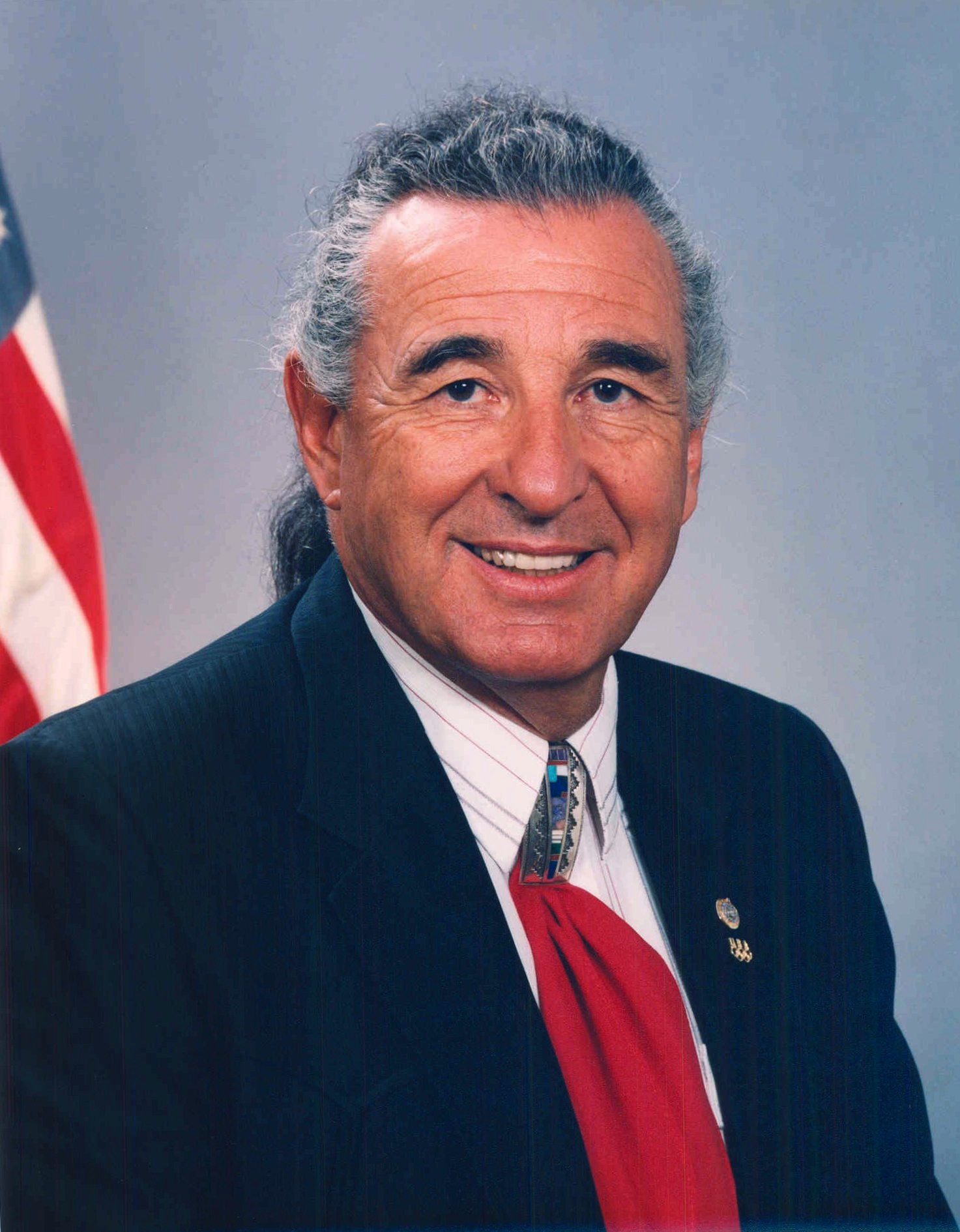
Ben Nighthorse Campbell

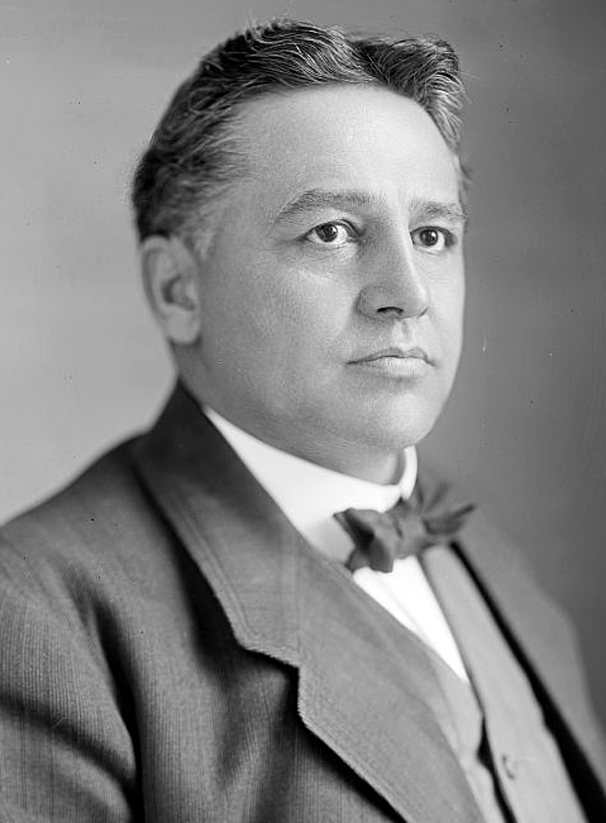
Charles D. Carter

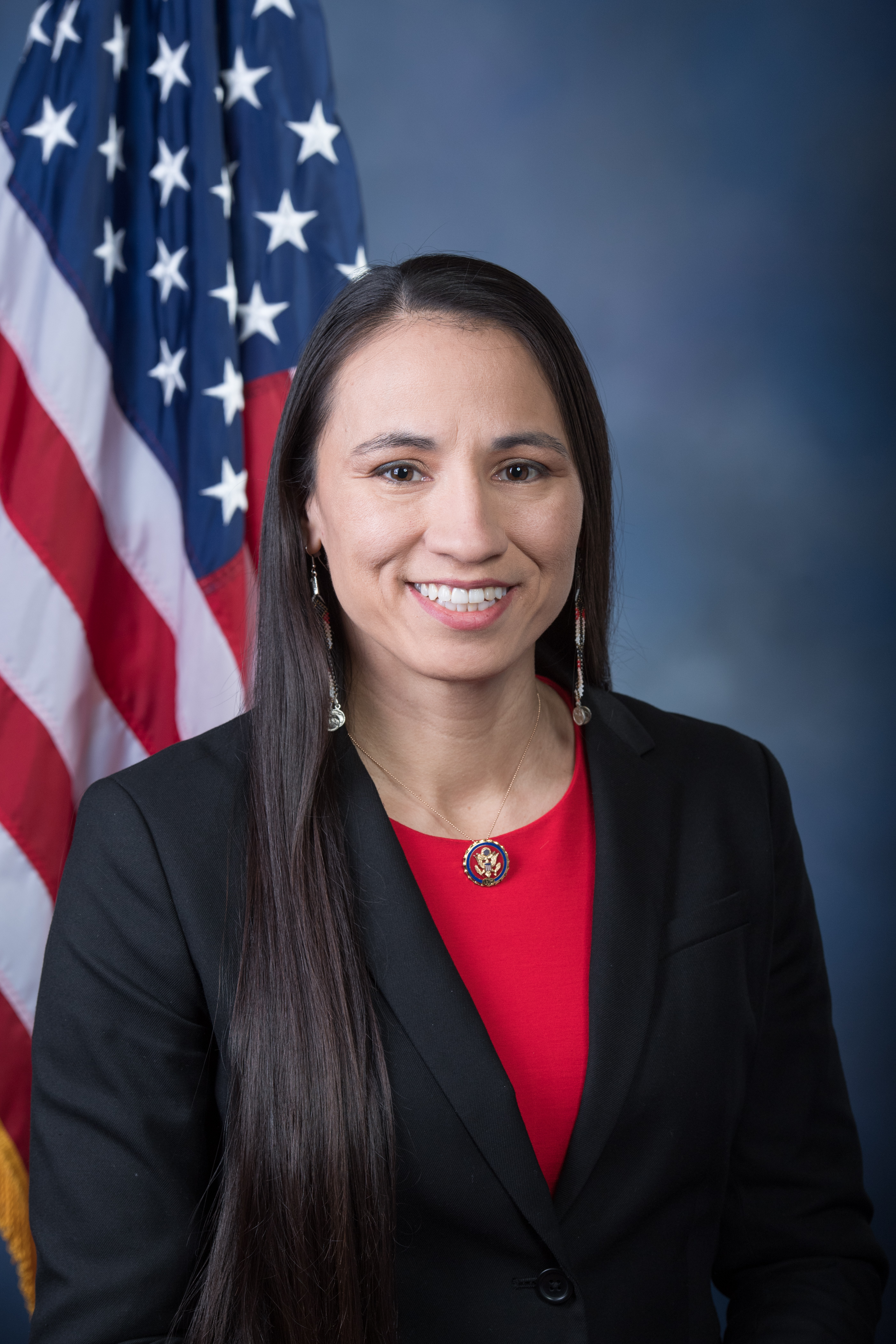
Sharice Davids

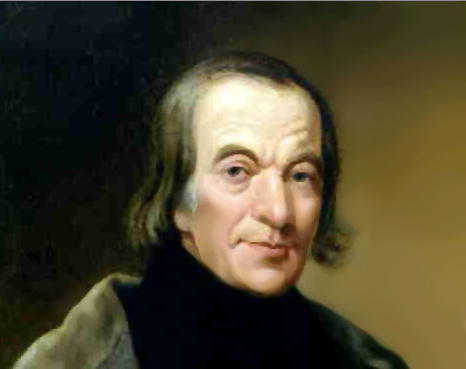
Robert Owen

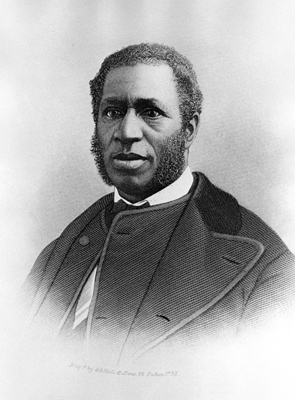
Richard H. Cain

Dies ist eine Liste von Indigenen Politikern in den Vereinigten Staaten. Dies sind US-amerikanische Ureinwohner, die in die Bundesregierung oder eine der   Regierungen der Bundesstaaten berufen  oder in eine Legislative gewählt wurden. Ebenso wurden auf Bundesebene Bundesrichter aufgenommen. Die Liste ist alphabetisch geordnet, zuerst der Name, dahinter die offizielle Amtsbezeichnung.

## Bundesebene

### Exekutive
- David W. Anderson: 9th Assistant Secretary of the Interior for Indian Affairs
- Carl J. Artman: 10th Assistant Secretary of the Interior for Indian Affairs
- Charles Curtis (1860–1936): U.S. Vice President
- Ada Deer (1935–2023): 6th Assistant Secretary of the Interior for Indian Affairs
- Deb Haaland (* 1960): 54th United States Secretary of the Interior
- Keith Harper: U.S. representative to the United Nations Human Rights Council
- Larry Echo Hawk: 11th Assistant Secretary of the Interior for Indian Affairs
- Philip N. Hogen: Commissioner of the National Indian Gaming Commission
- Jeannie Hovland: Commissioner of the Administration for Native Americans and Deputy Assistant Secretary for Native American Affairs
- Jack Jackson, Jr.: US Department of State
- Marilynn Malerba (* 1953), Treasurer of the United States
- Neal McCaleb: 8th Assistant Secretary of the Interior for Indian Affairs
- Arvo Mikkanen: US Assistant Attorney for United States District Court for the Western District of Oklahoma
- Ely Samuel Parker (1828–1895): Commissioner of Indian Affairs in der Grant Administration
- Ben Reifel (1906–1990): Chair of the National Capital Planning Commission, Interim Commissioner of Indian Affairs
- R. Trent Shores: United States Attorney for the Northern District of Oklahoma
- Tara Sweeney: 13th Assistant Secretary of the Interior for Indian Affairs
- Ross Swimmer: 4th Assistant Secretary of the Interior for Indian Affairs
- Kimberly Teehee (* 1968): White House Senior Policy Advisor for Native American Affairs
- Wilma Victor: Special assistant to Secretary of the Interior Rogers Morton
- Kevin K. Washburn: 12th Assistant Secretary of the Interior for Indian Affairs

### Legislative

#### Senat
- Ben Nighthorse Campbell (* 1933): U.S. Senator von Colorado
- Charles Curtis (1860–1936): U.S. Senator von Kansas
- Markwayne Mullin (* 1977): U.S. Senator von Oklahoma
- Robert Latham Owen (1856–1947): U.S. Senator von Oklahoma
- Hiram Rhodes Revels (1827–1901): U.S. Senator von Mississippi

#### Repräsentantenhaus
- Josh Brecheen (* 1979): U.S. Representative von Oklahoma
- Ben Nighthorse Campbell (* 1933): U.S. Representative von Colorado
- Richard H. Cain (1825–1887): U.S. Representative von South Carolina
- Brad Carson (* 1967): U.S. Representative von Oklahoma
- Charles D. Carter (1868–1929): U.S. Representative von Oklahoma
- Tom Cole (* 1949): U.S. Representative von Oklahoma
- Charles Curtis (1860–1936): U.S. Representative von Kansas
- Sharice Davids (* 1980): U.S. Representative von Kansas 3rd District
- Deb Haaland (* 1960): U.S. Representative von New Mexico 1st District
- William W. Hastings (1866–1938): U.S. Representative von Oklahoma 2nd District
- Yvette Herrell (* 1964): U.S. Representative von New Mexico
- John Mercer Langston (1829–1897): U.S. Representative von Virginia
- Clem McSpadden (1925–2008): U.S. Representative von Oklahoma
- Markwayne Mullin (* 1977): U.S. Representative von Oklahoma
- Mary Peltola (* 1973): U.S. Representative von Alaska
- Ben Reifel (1906–1990): U.S. Representative von South Dakota
- Will Rogers junior (1911–1993): U.S. Representative von Kalifornien
- William G. Stigler (1891–1952): U.S. Representative von Oklahoma 2nd District
- Kimberly Teehee (* 1968): Delegate-designate of the U.S. House of Representatives from the Cherokee Nation
- Victoria Holland: Delegate-designate of the U.S. House of Representatives from the United Keetoowah Band of Cherokee Indians

#### Repräsentantenhaus der Konföderierten
- Elias Cornelius Boudinot (1835–1890), Cherokee Nation
- Samuel Benton Callahan (1833–1911), Creek Nation und Seminole Nation
- Robert McDonald Jones (1808–1872), Choctaw Nation

### Judikative
- Ada E. Brown: Federal Judge in the United States District Court for the Northern District of Texas
- Michael Burrage: Chief Judge of the Eastern District of Oklahoma
- Diane J. Humetewa: US Judge for the District of Arizona

## Ebene der Bundesstaaten

### Exekutive
- Tom Cole (* 1949): Secretary of State in der Regierung von Oklahoma
- Peggy Flanagan (* 1979): Vizegouverneurin von Minnesota
- Loren Leman (* 1950): Vizegouverneur von Alaska
- Byron Mallott (1943–2020): Vizegouverneur von Alaska
- Johnston Murray (1902–1974): Gouverneur von Oklahoma
- Jonathan Nez (* 1975): Präsident der Navajo Nation Reservation
- Buu Nygren (* 1986): Präsident der Navajo Nation Reservation
- Kevin Stitt (* 1972): Gouverneur von Oklahoma

### Legislative

#### Senat
- Bill Beltz (1912–1960): Senat von Alaska
- Josh Brecheen (* 1979): Senat von Oklahoma
- Affie Ellis (* um 1980): Senat von Wyoming
- Greenwood LeFlore (1800–1865): Senat von Mississippi
- Loren Leman (* 1950): Senat von Alaska
- Frank Peratrovich (1895–1984): Senat von Alaska
- William G. Stigler (1891–1952): Senat von Oklahoma

#### Repräsentantenhaus
- Dolly Akers (1901–1986): Repräsentantenhaus von Montana
- Susan Allen (* 1963): Repräsentantenhaus von Minnesota
- Henry John Bear (* 1955): Repräsentantenhaus von Maine
- Jade Bahr (* 1988): Repräsentantenhaus von Montana
- Bill Beltz (1912–1960): Repräsentantenhaus von Alaska
- Ben Nighthorse Campbell (* 1933): Repräsentantenhaus von Colorado
- Peggy Flanagan (* 1979): Repräsentantenhaus von Minnesota
- Todd Gloria (* 1978): California State Assembly
- Yvette Herrell (* 1964): Repräsentantenhaus von New Mexico
- Paulette Jordan (* 1979): Repräsentantenhaus von Idaho
- Greenwood LeFlore (1800–1865): Repräsentantenhaus von Mississippi
- Loren Leman (* 1950): Repräsentantenhaus von Alaska
- Mary Peltola (* 1973): Repräsentantenhaus von Alaska
- Frank Peratrovich (1895–1984): Repräsentantenhaus von Alaska